# 神奈川県立岩戸高等学校
神奈川県立岩戸高等学校（かながわけんりつ いわとこうとうがっこう）は、かつて神奈川県横須賀市岩戸五丁目にあった県立高等学校。学区撤廃前は旧横須賀三浦学区に属していた。
2008年度より神奈川県立久里浜高等学校と統合、神奈川県立横須賀明光高等学校に再編され、神奈川県立横須賀明光高等学校も、神奈川県立大楠高等学校に吸収統合される。跡地には、2010年4月に、神奈川県立岩戸養護学校が開校した。

## 沿革
- 1986年4月 - 仮校舎にて開校
- 1987年3月 - 校舎を現在地に移転（当時の住所は、住居表示実施前の「長沢4082-30」）
- 1992年4月 - 外国語コース設置
- 2008年 - 神奈川県立久里浜高等学校と統合、神奈川県立横須賀明光高等学校に再編

## 交通
- 京急久里浜線 北久里浜駅下車、京急バス岩戸団地循環または団地経由YRP野比駅行き、「岩戸町内会館」下車徒歩10分
- 京急久里浜線 YRP野比駅下車、京急バス通信研究所行き「光の丘2番」下車徒歩8分
- JR横須賀線 衣笠駅下車、衣笠十字路よりYRP野比駅行バス岩戸団地経由「岩戸町内会館」下車徒歩10分

※朝および夕方の通学時間帯は北久里浜駅、JR久里浜駅よりスクールバス（京急バスに委託）が運行していた

## その他
- 本高校の電話番号が市外局番を除き、48-1810となり、「世（よ）は岩戸（いわと）」と覚え易くなるように、番号が選ばれた。
- スクールバスを運行するにあたり、周辺住民との協議の結果、週に1回クラス持ち回りで岩戸団地内を掃除することが決められた。

## 卒業生
- 寛涼佐（ミュージカル俳優）